# Бутова, Клавдия Викторовна
Клавдия Викторовна Бутова (20 мая 1926, Дядьково — 7 марта 2003) — советский и российский архитектор. Работала в Севастополе, Махачкале. Главный архитектор Старого Оскола. Заслуженный архитектор Российской Федерации (1994).

## Биография
Родилась 20 мая 1926 года в селе Дядьково, в настоящее время поглощено Ярославлем. Окончила школу и поступила в Ярославский химико-механический техникум. Поступила в Киевский инженерно-строительный институт на архитектурно-строительный факультет.
Была направлена в Севастополь. Работала в мастерской Исая Ароновича Брауде, возглавляла группу. Под руководством главного архитектора Севастополя В. М. Артюхова разрабатывала генеральный план города утвержденный в 1965 году. К концу севастопольского периода — главный архитектор проектов Севастопольского отделения «Гипроград». Была удостоена звания «Почетный строитель Города-героя Севастополя» с вручением диплома и нагрудного знака.
С 1969 года переехала в Москву в связи с переводом мужа в центральный аппарат ВМФ СССР. Поступила на работу в Московский институт «Гипрогор». Её назначили автором и главным архитектором плана по восстановлению Махачкалы от последствий Дагестанского землетрясения 1970 года. За короткий срок проект был разработан и получил высокую оценку специалистов. Президиум Верховного Совета Дагестана наградил К. В. Бутову Почетной грамотой.
В Старом Осколе работала с 1976 по 1991 годы. Она была главным архитектором генерального плана застройки и развития Старого Оскола. Постоянно проживая в Москве, своим вторым домом считала Старый Оскол, отдав городу 25 лет творчества.
Указом Президента от 18 февраля 1994 года N 345 за заслуги в области архитектуры и многолетний добросовестный труд Клавдии Викторовне Бутовой было присвоено почетное звание «Заслуженный архитектор Российской Федерации».
Поэтесса-любительница, художник.
Умерла в 7 марта 2002 года. Последний её проект, парк Металлургов, появился уже после смерти Клавдии Викторовны.

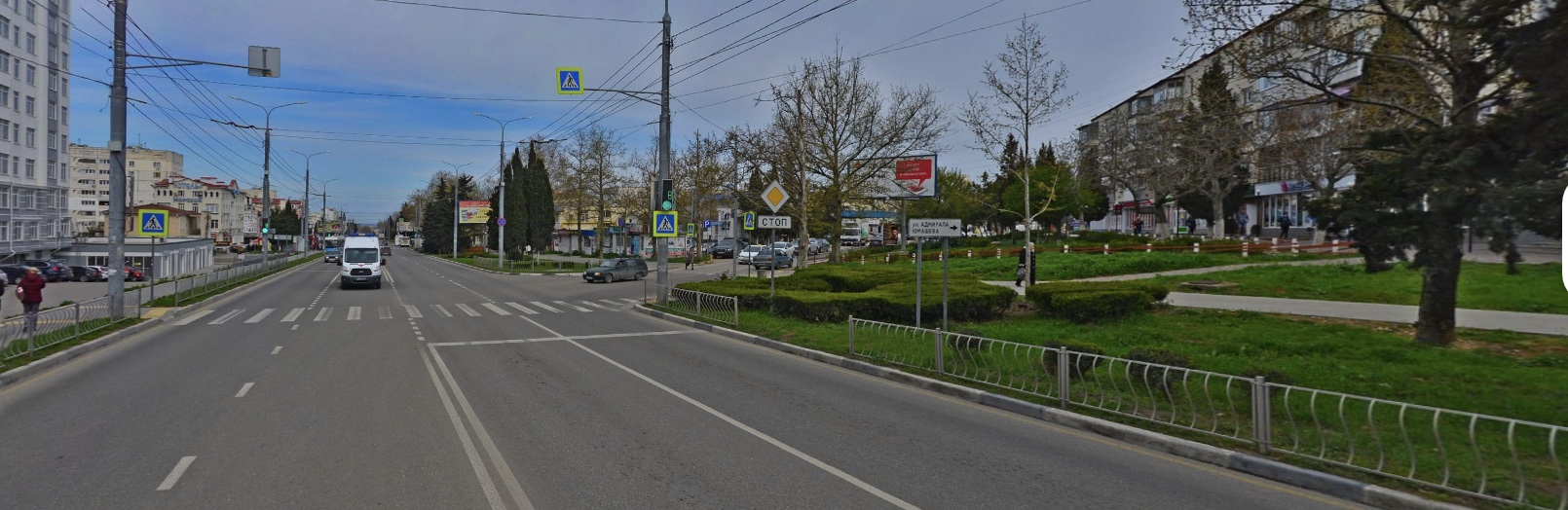
Проспект Октябрьской Революции в Севастополе (Гагаринский район)

## Известные проекты

### Севастополь[2]
- проспект Юрия Гагарина
- микрорайон между улицами Дмитрия Ульянова и Ерошенко,
- микрорайон на улице Гавена,
- микрорайон по правой стороне бывшей улицы Летчиков (после реконструкции — проспект Октябрьской Революции),

- генеральный план Севастополя 1965 года (в соавторстве и под руководством В. М. Артюхова)

### Старый Оскол[1]
- кинотеатр «Быль»
- дворец культуры «Молодёжный»
- проспект Металлургов, ныне проспект им. А. А. Угарова
- проспект Комсомольский
- микрорайон Дубрава
- парк Металлургов в микрорайоне «Олимпийский»

## Семья
- Муж — Бутов Сергей Ефимович, капитан 1-го ранга, службу закончил в Главном политическом управлении Советской армии и Военно-морского флота СССР.

## Память
В 2003 году было решено увековечить память архитектора, присвоив её имя одной из улиц Старого Оскола. Улица архитектора Бутовой находится между микрорайонами Северный и Юбилейный — это оживленная магистраль, на которой расположены городской автовокзал, рынок и жилые многоэтажки. А на одном из домов установлена мемориальная доска.